# Comuna Salva, Bistrița-Năsăud
Salva este o comună în județul Bistrița-Năsăud, Transilvania, România, formată numai din satul de reședință cu același nume.
Comuna a fost reorganizată prin Legea Nr. 67 din 23 martie 2005, când din ea s-a desprins satul Runcu Salvei pentru a se înființa comuna Runcu Salvei.

## Nume
"Cu ocaziunea uneia din călătoriile sale în Ardeal, împăratul Iosif al II-lea (1773, 1783 și 1786) încredințându-se că Românii sunt latini a exclamat: <<Salve sis tu parve Romuli nepos!>> - adică <<Vă salut, mici nepoți ai Romei!>>, exclamațiune pe care marele filoromân maiorul grănicer Antonio Cosimelli a eternizat-o, numind satul Lunca Vinului: Parva; satul Vărarea: Nepos; satul Strâmba: Romuli; iar satul Salva, de lângă Năsăud,cu acest nume existând încă din vechime". Este probabil ca numele "Salva" să provină din perioada Daciei romane (106-271 e.n.).

## Personalități
Antonio Cosimelli, născut la Roma, pe la 1762 era căpitan în Regimentul al II-lea român de graniță de la Năsăud. A rămas în amintirea grănicerilor ca un mare binefăcător al populației române din regiune. în 1785 a ieșit la pensie cu grad de vicecolonel. A fost însărcinat cu cercetarea și delimitarea teritoriilor satelor grănicerești față de acelea care aparțineau autonomiei săsești de la Bistrița. A scris la 1768 "Poemation de secunda legione valachica", odă în limba latină în care, printre altele, face fine observații asupra temperamentului și obiceiurile românilor de pe Valea Someșului Mare.
- Tănase Tudoran (1659-1763), martir, originar din satul Bichigiu.
- Tiberiu I. Morariu (1905-1982), geograf, membru corespondent al Academiei Române;
- Maria Peter (1925-2005), interpretă de muzică populară;
- Maria Butaciu (19 februarie 1940 - 11 iunie 2018) interpretă de muzică populară;
- Virginia Linul (n.11 septembrie 1970) doctor in istorie si etnografie, creatoare de costume populare, interpreta de muzica populara, cetatean de onoare a comunei Salva;

## Demografie
Componența etnică a comunei Salva
     Români (93,26%)
     Alte etnii (0,08%)
     Necunoscută (6,66%)
Componența confesională a comunei Salva
     Ortodocși (90,37%)
     Greco-catolici (1,04%)
     Penticostali (1%)
     Alte religii (0,48%)
     Necunoscută (7,11%)
Conform recensământului efectuat în 2021, populația comunei Salva se ridică la 2.491 de locuitori, în scădere față de recensământul anterior din 2011, când fuseseră înregistrați 2.738 de locuitori. Majoritatea locuitorilor sunt români (93,26%), iar pentru 6,66% nu se cunoaște apartenența etnică. Din punct de vedere confesional, majoritatea locuitorilor sunt ortodocși (90,37%), cu minorități de greco-catolici (1,04%) și penticostali (1%), iar pentru 7,11% nu se cunoaște apartenența confesională.

## Politică și administrație
Comuna Salva este administrată de un primar și un consiliu local compus din 11 consilieri. Primarul, Doru-Florin Sas[*], de la Partidul Național Liberal, este în funcție din 1 noiembrie 2024. Începând cu alegerile locale din 2024, consiliul local are următoarea componență pe partide politice:
|  | Partid                          | Consilieri | Componența Consiliului | Componența Consiliului | Componența Consiliului | Componența Consiliului | Componența Consiliului | Componența Consiliului |
|  | ------------------------------- | ---------- | ---------------------- | ---------------------- | ---------------------- | ---------------------- | ---------------------- | ---------------------- |
|  | Partidul Național Liberal       | 6          |                        |                        |                        |                        |                        |                        |
|  | Partidul Social Democrat        | 4          |                        |                        |                        |                        |                        |                        |
|  | Alianța pentru Unirea Românilor | 1          |                        |                        |                        |                        |                        |                        |

## Atracții turistice
- Mănăstire "Izvorul Tămăduirii"
- Casa Costumului Popular - Virginia Linul
- Platoul Mocirla cu Troița "Tănase Tudoran"
- Statuia "Tiberiu I.Morariu"
- Colecții private de obiecte tradiționale